# Pritchardia gordonii
Pritchardia gordonii är en enhjärtbladig växtart som beskrevs av Donald R. Hodel. Pritchardia gordonii ingår i släktet Pritchardia och familjen Arecaceae. Inga underarter finns listade i Catalogue of Life.